# Елдити-Малі
Елдити-Малі (пол. Ełdyty Małe, нім. Klein Elditten) — село в Польщі, у гміні Любоміно Лідзбарського повіту Вармінсько-Мазурського воєводства.
Населення — 40 осіб (2011).
У 1975-1998 роках село належало до Ольштинського воєводства.

## Демографія
Демографічна структура станом на 31 березня 2011 року:
|          | Загалом | Допрацездатний вік | Працездатний вік | Постпрацездатний вік |
| -------- | ------- | ------------------ | ---------------- | -------------------- |
| Чоловіки | 15      | 6                  | 8                | 1                    |
| Жінки    | 25      | 12                 | 9                | 4                    |
| Разом    | 40      | 18                 | 17               | 5                    |